# ناو لیگوریا
ناو لیگوریا (به انگلیسی: Italian cruiser Liguria) یک کشتی بود که طول آن ۸۴٫۸ متر (۲۷۸ فوت) بود.